# Лиешче (Брод)
Лиешче или Лиешце (серб. Лијешће / Liješće) — село в общине Брод Республики Сербской Боснии и Герцеговины. Население составляет 1643  человека по переписи 2013 года.